# IC 760
IC 760 је лентикуларна галаксија у сазвјежђу Хидра која се налази на листи објеката дубоког неба у Индекс каталогу.
Деклинација објекта је - 29° 17' 34" а ректасцензија 12h 5m 53,5s. Привидна величина (магнитуда) објекта IC 760 износи 12,4 а фотографска магнитуда 13,4. IC 760 је још познат и под ознакама ESO 440-52, MCG -5-29-10, PGC 38345.